# San Marino en los Juegos Europeos de Bakú 2015
San Marino participó en los Juegos Europeos de Bakú 2015 con una delegación de 15 deportistas. Responsable del equipo nacional fue el Comité Olímpico Nacional Sanmarinense, así como las federaciones deportivas nacionales de cada deporte con participación.
La portadora de la bandera en la ceremonia de apertura fue la tiradora Alessandra Perilli.

## Medallistas
El equipo de San Marino obtuvo las siguientes medallas:
| Nombre                            | Deporte | Competición |
| --------------------------------- | ------- | ----------- |
| Oro                               |         |             |
| —                                 |         |             |
| Plata                             |         |             |
| Arianna Perilli                   | Tiro    | Foso F      |
| Bronce                            |         |             |
| Alessandra Perilli Manuel Mancini | Tiro    | Foso mixto  |